# فدریکو مونراتی
فدریکو مونراتی (به ایتالیایی: Federico Munerati) بازیکن فوتبال و اهل ایتالیا است که از سال ۱۹۲۶ میلادی عضو تیم ملی فوتبال ایتالیا بوده و در ۴ بازی ملی حضور داشته‌است. او در بازی‌های ملی‌اش گلی به ثمر نرساند.
فدریکو مونراتی آخرین بازی ملی خود را در سال ۱۹۲۷ میلادی انجام داد.